# 乔瓦尼·马扎卢皮
乔瓦尼·马扎卢皮（義大利語：Giovanni Mazzalupi，1934年12月11日—），意大利男子曲棍球运动员。他曾代表意大利参加1960年夏季奥林匹克运动会曲棍球比赛，获得第十三名。